# The Crow, The Owl And The Dove
The Crow, The Owl And The Dove – drugi singel z siódmego studyjnego albumu fińskiego zespołu Nightwish grającego metal symfoniczny. Został wydany 2 marca 2012 roku. Zawiera niepublikowany wcześniej utwór "The Heart Asks Pleasure First", pochodzący ze ścieżki dźwiękowej do filmu Fortepian. Utwór został oryginalnie nagrany w sesji Dark Passion Play.

## Lista utworów
1. The Crow, The Owl And The Dove (Radio edit) (Tuomas Holopainen, Marco Hietala) – 3:46
2. The Heart Asks Pleasure First (Michael Nyman, Tuomas Holopainen) – 4:20
3. The Crow, The Owl And The Dove (Album version) (Tuomas Holopainen, Marco Hietala) – 4:10
4. The Crow, the Owl and the Dove (Instrumental version) (Tuomas Holopainen, Marco Hietala) – 4:10
5. The Heart Asks Pleasure First (Instrumental version) (Michael Nyman, Tuomas Holopainen) – 4:20